# Śląsk Wrocław
Śląsk Wrocław („Silezia Wrocław”) este un club de fotbal din Wrocław, Polonia. Campiona Poloniei în sezoanele 1976-1977 și 2011-2012, de două ori câștigătoarea Cupei Poloniei (1976, 1987), câștigătoarea Supercupei Poloniei în 1987 și câștigătoarea Cupei Ligii în 2009. Echipa susține meciurile de acasă pe Stadion Miejski (Wrocław).

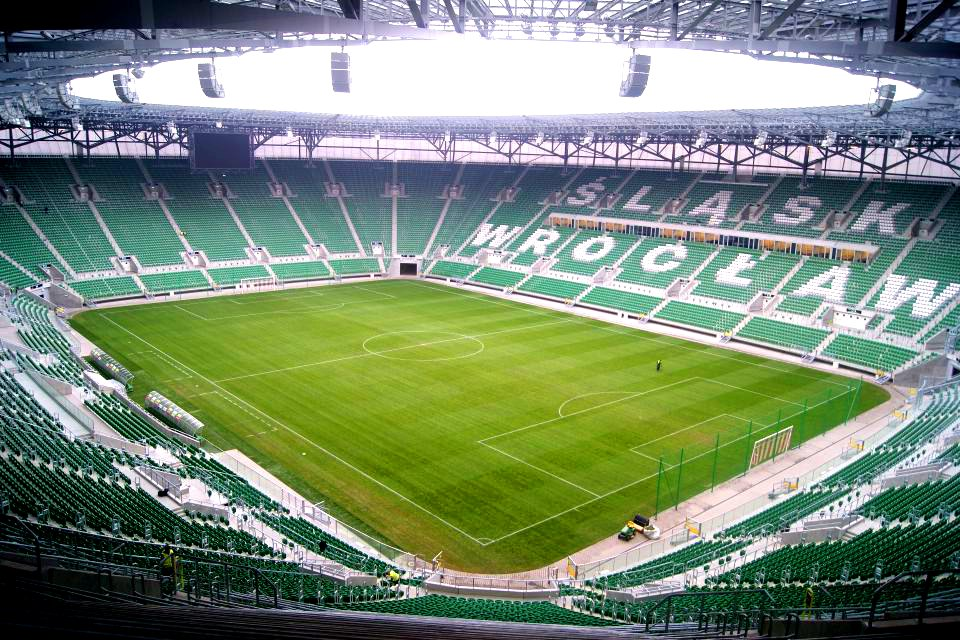
Stadion Miejski (Wrocław)

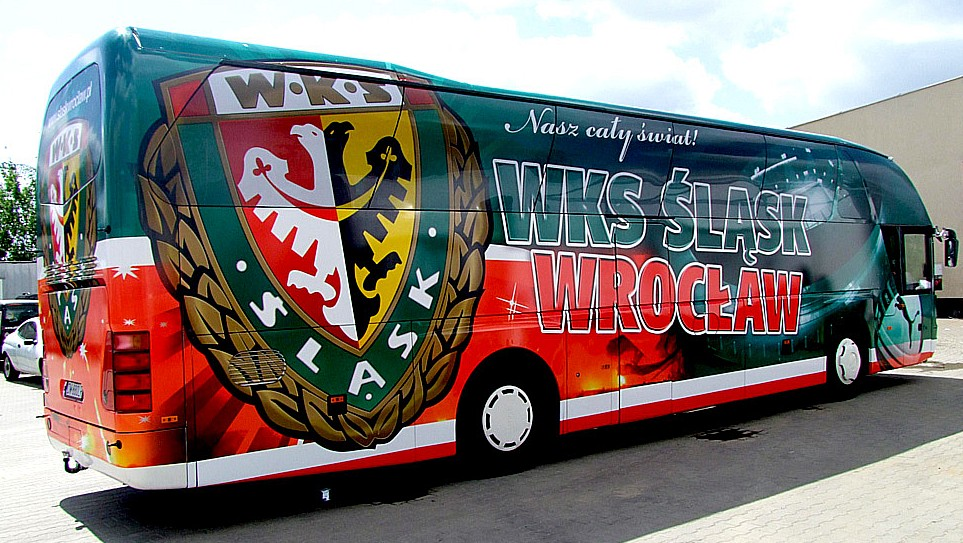
Autocarul echipei

## Palmares
- Ekstraklasa[1]
  - Câștigătoare (2): 1977, 2012
  - Locul 2 (3): 1978, 1982, 2011
- Cupa Poloniei[2]
  - Câștigătoare (2): 1976, 1987
  - Locul 2 (1): 2013
- Supercupa Poloniei[3]
  - Câștigătoare (2): 1987, 2012
- Cupa Ligii Poloniei[4]
  - Câștigătoare (1): 2009

## Stadion
Stadionul Municipal din Wrocław, Polonia, este al patrulea stadion ca mărime pe care s-a jucat Campionatul European de Fotbal 2012. Stadionul este localizat pe aleea Śląska în partea vestică a orașului (Districtul Pilczyce). Este stadionul echipei Śląsk Wrocław, actualmente în Ekstraklasa. Stadionul are o capacitate de 42.771 de spectatori, toate pe scaune și toate acoperite. Stadionul Municipal din Wroclaw este cel mai mare din Ekstraklasa și al treilea din țară, după Stadionul Național din Varșovia și Stadionul Silesia. Construcția sa a început în aprilie 2009 și a fost terminat în septembrie 2011. Stadionul a fost inaugurat pe 10 septembrie 2011 cu meciul de box dintre Tomasz Adamek și Vitali Kliciko pentru centura WBC la grea. Primul meci de fotbal s-a jucat între Śląsk Wrocław și Lechia Gdańsk, pe 10 octombrie 2011, meci câștigat 1-0 de gazde.

## Suporteri
Suporterii echiei Śląsk Wrocław sunt printre cei mai mari din Polonia. Sunt unii dintre cei mai vechi suporteri din Polonia, datând din anii '70. Suporterii Silesiei s-au numit „Nobilii din Wrocław” (poloneză Szlachta z Wrocławia). În anii '80, mulți dintre fanii echipei activau în acțiunea de solidaritate împotriva comunismului. Din aceste motive se întâlnesc deseori pe stadion, pancarte anti-comuniste sau sloganuri patriotice. Nobilii din Wrocław au viziuni de dreapta politică și este ostilă homosexualilor. 
Suporteriii sunt înfrățiți cu galeriile echipelor: Lechia Gdańsk, Wisła Kraków și Motor Lublin.
|                        |
| Fanii echipei în 2003. |

|                             |
| Graffiti făcut de suporteri |

## Rezultate în Europa
| Sezon   | Competiție                | Runda    | Adversar                 | Scor                      |
| ------- | ------------------------- | -------- | ------------------------ | ------------------------- |
| 1975–76 | Cupa UEFA                 | Q2       | GAIS                     | 1–2 (A), 4–2 (H)          |
| 1975–76 | Cupa UEFA                 | Q2       | Royal Antwerp            | 1–1 (H), 2–1 (A)          |
| 1975–76 | Cupa UEFA                 | Q3       | Liverpool                | 1–2 (H), 0–3 (A)          |
| 1976–77 | Cupa Campionilor Europeni | Q1       | Floriana                 | 4–1 (A), 2–0 (H)          |
| 1976–77 | Cupa Campionilor Europeni | Q2       | Bohemians                | 3–0 (H), 1–0 (A)          |
| 1976–77 | Cupa Campionilor Europeni | Sferturi | Napoli                   | 0–0 (H), 0–2 (A)          |
| 1977–78 | Cupa Campionilor Europeni | Q1       | Levski-Spartak           | 0–3 (A), 2–2 (H)          |
| 1978–79 | Cupa UEFA                 | Q1       | Pezoporikos Larnaca      | 2–2 (A), 5–1 (H)          |
| 1978–79 | Cupa UEFA                 | Q2       | ÍBV                      | 2–0 (A), 2–1 (H)          |
| 1978–79 | Cupa UEFA                 | Q3       | Borussia Mönchengladbach | 1–1 (A), 2–4 (H)          |
| 1980–81 | Cupa UEFA                 | Q1       | Dundee United            | 0–0 (H), 2–7 (A)          |
| 1982–83 | Cupa UEFA                 | Q1       | Dynamo Moscow            | 2–2 (H), 1–0 (A)          |
| 1982–83 | Cupa UEFA                 | Q2       | Servette                 | 0–2 (H), 1–5 (A)          |
| 1987–88 | Cupa Campionilor Europeni | Q1       | Real Sociedad            | 0–0 (A), 0–2 (H)          |
| 2011–12 | UEFA Europa League        | Q2       | Dundee United            | 1–0 (H), 2–3 (A)          |
| 2011–12 | UEFA Europa League        | Q3       | Lokomotiv Sofia          | 0–0 (H), 0–0 (A) (4–3 p.) |
| 2011–12 | UEFA Europa League        | Playoff  | Rapid București          | 1–3 (H), 1–1 (A)          |
| 2012–13 | Champions League          | Q2       | Budućnost Podgorica      | 2–0 (A), 0–1 (H)          |
| 2012–13 | Champions League          | Q3       | Helsingborg              | 0–3 (H), 1–3 (A)          |
| 2012–13 | UEFA Europa League        | Play-off | Hannover 96              | 3–5 (H), 1–5 (A)          |
| 2013–14 | UEFA Europa League        | Q2       | Rudar Pljevlja           | 4–0 (H), 2–2 (A)          |
| 2013–14 | UEFA Europa League        | Q3       | Club Brugge              | 1–0 (H), 3–3 (A)          |
| 2013–14 | UEFA Europa League        | Play-off | Sevilla FC               | 1–4 (A), 0–5 (H)          |

## Nume precedente
Clubul a avut mai multe denumiri de la înființarea din 1947. Acestea sunt:
- 1947 – Pionier Wrocław
- 1949 – Legia Wrocław
- 1950 – Centralny Wojskowy Klub Sportowy Wrocław
- 1951 – Okręgowy Wojskowy Klub Sportowy Wrocław
- 1957 – Wojskowy Klub Sportowy Śląsk Wrocław
- 1997 – Wrocławski Klub Sportowy Śląsk Wrocław Sportowa Spółka Akcyjna
- Wrocławski Klub Sportowy Śląsk Wrocław Spółka Akcyjna

Śląsk este numele în limba poloneză pentru Silesia, regiunea istorică în care este localizat orașul Wrocław.